# Plaza del General Loma
La plaza del General Loma es un espacio público de la ciudad española de Vitoria.

## Descripción
La plaza, encerrada entre las calles del Prado, de Postas, del General Álava, de San Antonio y de Becerro de Bengoa, ostenta el título actual desde 1891. Antes, entre 1820 y esa fecha, se llamó «plaza de la Unión». Aparece descrita en la Guía de Vitoria (1901) de José Colá y Goiti con las siguientes palabras:

Plaza del General Loma.—En el año 1820 se le dió el nombre de Plaza de la Unión y el que hoy ostenta el 25 de noviembre de 1891. Principia entre las calles del Prado y Postas y concluye en las del General Álava, San Antonio é Instituto. Casi todo el lado oriental de esta plaza está formado por el convento de San Antonio. Se fundó en 1604 y debería llamársele, con más propiedad, de la Purísima Concepción. La iglesia es de estilo grecoromano y bellas proporciones. En la fachada ostenta dos hermosas estátuas de Gregorio Hernández ó, por lo menos, de su escuela. En la primera capilla del lado de la epístola hay una preciosa imagen romano bizantina, perfectamente conservada, representando á la Virgen sentada, teniendo sobre el muso izquierdo al niño, también sentado. Antes estaba cubierta con modernas vestiduras y se la daba el nombre de la Virgen del Rosario. El San Antonio de Pádua de la capilla de este nombre es también de Gregorio Hernández. En el crucero y en el lado del evangelio hay un notable altar de orden jónico con un san José, con el Niño y á ambos lados dos ángeles, las cuales cuatro esculturas son de Valdivielso, descollando el san José y el Niño, que son de lo mejor hecho por el insigne escultor. En el altar de la capilla mayor existen á ambos lados un san Francisco y una santa Teresa, igualmente de Gregorio Hernández.
(Colá y Goiti, 1901, p. 38)

En la plaza está el convento de San Antonio, lo que hizo que durante un tiempo se conociese como «plaza de San Antonio». Entre otros nombres, tuvo el de «plaza del Lehendakari José Antonio Ardanza» ―por José Antonio Ardanza Garro, lendakari entre 1985 y 1999— durante cinco meses de 1999. Con el actual título, recuerda a José María Loma y Argüelles (1820-1893), capitán general de las Vascongadas. A lo largo de los años, han estado en la plaza la aduana de la ciudad, el Gobierno Civil, el Casino Artista Vitoriano, la Residencia Sacerdotal, el Banco de Vitoria y la Asociación de Socorros Mutuos, entre otras instituciones y variados comercios. Vivieron en la plaza, asimismo, los alcaldes Julián Aniel Quiroga y Guillermo Montoya y Gauna y los escritores Odón de Apraiz y Manuel de Ibarrondo.